# 卡洛斯·古铁雷斯

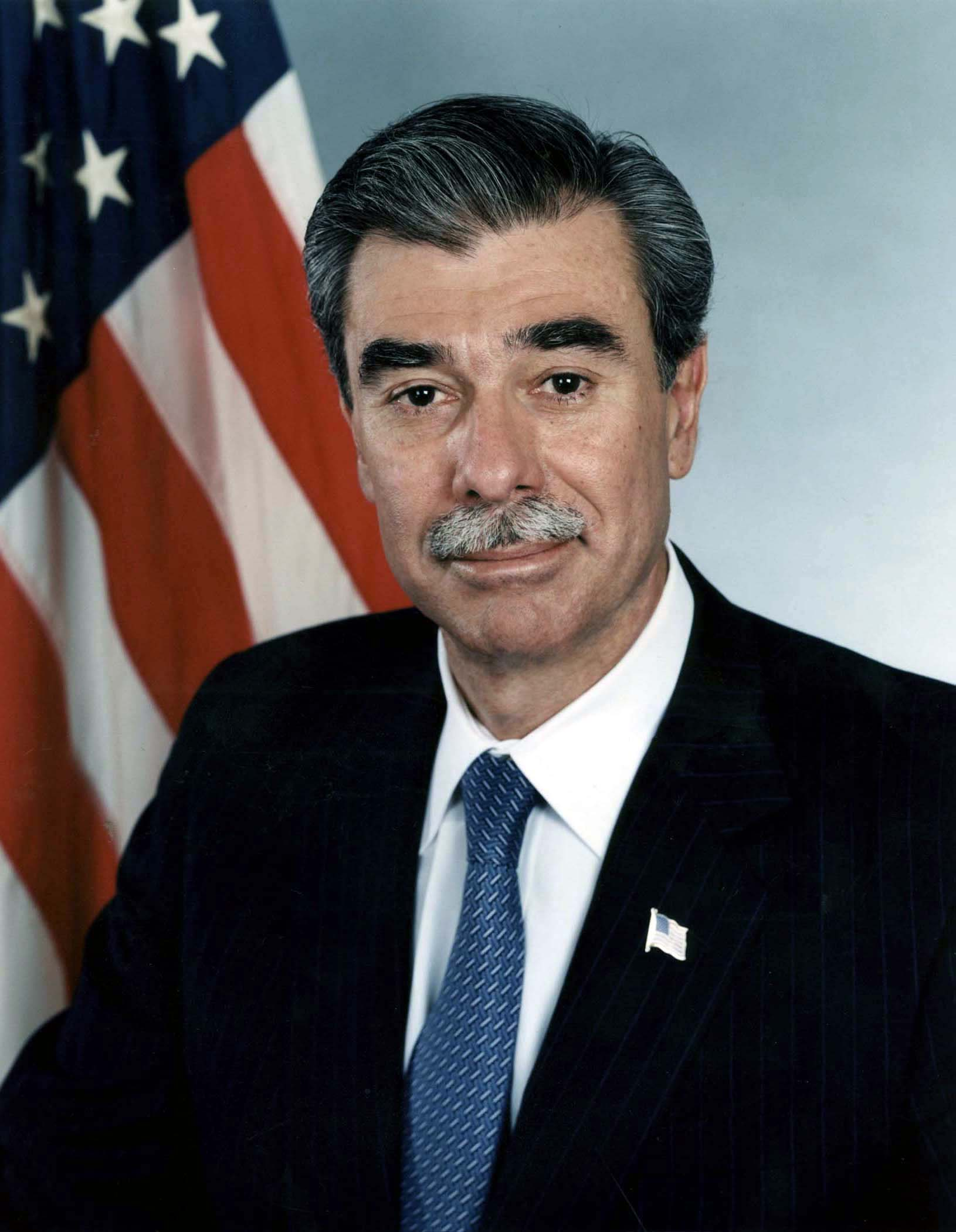

卡洛斯·米格尔·古铁雷斯（Carlos Miguel Gutiérrez，1953年11月4日出生于古巴哈瓦那，美国政治家，美国共和党成员，2005年1月24日就任美国第35任美国商务部长。
| 前任： 唐纳德·埃文斯 | 美国商务部长 2005年至2009年 | 繼任： 骆家辉 |